# 徽州 (安徽省)
徽州（きしゅう）は、中国にかつて存在した州。北宋から元代にかけて、現在の安徽省黄山市一帯に設置された。

## 概要
1121年（宣和3年）、北宋により歙州は徽州と改称された。徽州は江南東路に属し、歙・休寧・黟・祁門・績渓・婺源の6県を管轄した。
1277年（至元14年）、元により徽州は徽州路と改められた。徽州路は江浙等処行中書省に属し、録事司と歙・休寧・黟・祁門・績渓の5県と婺源州を管轄した。1357年、朱元璋により徽州路は興安府と改められた。1367年、興安府は徽州府と改称された。
明のとき、徽州府は南直隷に属し、歙・休寧・黟・祁門・績渓・婺源の6県を管轄した。
清のとき、徽州府は安徽省に属し、歙・休寧・黟・祁門・績渓・婺源の6県を管轄した。
1913年、中華民国により徽州府は廃止された。